# Pstrążne
Pstrążne– część wsi Bodaki w Polsce, położona w województwie małopolskim, w powiecie gorlickim, w gminie Sękowa. Dawniej odrębna wieś.

## Historia
Pod zaborem austriackim Pstrążne stanowiło gminę jednostkową w powiecie Gorlice w cyrkule jasielskim, liczącą w 1854 roku 186 mieszkańców.
W Polsce Pstrążne stanowiło gminę w powiecie gorlickim w województwie krakowskim, liczącą w 1921 roku 188 mieszkańców.
W latach 1975–1998 miejscowość administracyjnie należała do województwa nowosądeckiego.